# Jenny Jugo
Jenny Jugo (14 de junio de 1904 - 30 de septiembre de 2001) fue una actriz teatral y cinematográfica austriaca.

## Biografía
Su verdadero nombre era Eugenie Jenny Walter, y nació en Mürzzuschlag, Austria. Tras cumplir formación primaria en un convento, a los cinco años de edad fue llevada a Graz, donde hizo sus estudios. A los dieciséis años se casó con el actor teatral Emo Jugo, con el cual fue a Berlín, tomando el apellido de su marido para formar su nombre artístico, Jenny Jugo. El matrimonio apenas duró un año. En 1924, a los veinte años, fue contratada por Universum Film AG y empezó a actuar en varios filmes mudos hasta 1927, cuando obtuvo el papel protagonista en la película dirigida por Carl Sternheim Die Hose y en la coproducción francoalemana Casanova, dirigida por Alexandre Volkoff.
En 1928, durante el rodaje de Die Carmen von St. Pauli, conoció al actor Friedrich Benfer, con el que inició un largo noviazgo. En los años 1930 empezó a interpretar papeles de mayor importancia, varios de ellos dirigidos por Erich Engel.
Con Joseph Goebbels, Ministro de Propaganda del Tercer Reich, y sus familiares, en aquel momento surgió una relación de amistad que fue recogida en el diario de Goebbels.
Jugo trabajó hasta finales de la Segunda Guerra Mundial en numerosos filmes, pero a partir de 1945 actuó solamente en dos cintas, dejando una tercera sin terminar. Su mala salud empeoró a causa de una intervención quirúrgica en el Instituto Médico Manfred Köhnlechner y Jenny Jugo pasó el resto de su vida a partir de 1975 en una silla de ruedas como consecuencia de una paraplejia, asistida por Friedrich Benfer, con el cual finalmente se casó en 1950, viviendo ambos en una granja en la Alta Baviera. A pesar del interés periodístico de su persona, la actriz no concedió entrevistas ni se dejó fotografiar, no dejando su vivienda ni siquiera a partir de 1996, cuando enviudó tras 46 años de matrimonio. Su última aparición pública tuvo lugar en mayo de 1950. En 1971 se le concedió el premio Filmband in Gold "por los muchos años de excelente trabajo en el cine alemán", pero no se presentó a recogerlo.
Jenny Jugo falleció en 2001, en Königsdorf, Alemania, a los 97 años de edad. Fue enterrada en el Cementerio St. Peter de Graz.

## Filmografía
| - Der Turm des Schweigens, de Johannes Guter (1925) - Wenn die Liebe nicht wär'!, de Robert Dinesen (1925) - Die gefundene Braut, de Rochus Gliese (1925) - Blitzzug der Liebe, de Johannes Guter (1925) - Die Puppe vom Lunapark, de Jaap Speyer (1925) - Die Feuertänzerin, de Robert Dinesen (1925) - Friesenblut, de Fred Sauer (1925) - Schiff in Not, de Fred Sauer (1925) - Der Kampf gegen Berlin, de Max Reichmann (1926) - Liebe macht blind, de Lothar Mendes (1926) - Ledige Töchter, de Carl Boese (1926) - Prinz Louis Ferdinand, de Hans Behrendt (1927) - Casanova, de Alexandre Volkoff (1927) - Die Hose, de Hans Behrendt (1927) - Pique Dame, de Aleksandr Razumnyj (1927) - Die indiskrete Frau, de Carl Boese (1927) - Sechs Mädchen suchen Nachtquartier, de Hans Behrendt (1928) - Die Todesschleife, de Arthur Robison (1928) - Die Carmen von St. Pauli, de Erich Waschneck (1928) - Die blaue Maus, de Johannes Guter (1928) - Die Schmugglerbraut von Mallorca - Die Flucht vor der Liebe - Der Bund der Drei - Heute nacht - eventuell - Kopfüber ins Glück - Wer nimmt die Liebe ernst... | - Ich bleib bei Dir - Fünf von der Jazzband - Zigeuner der Nacht - Eine Stadt steht kopf, de Gustaf Gründgens (1933) - Ein Lied für dich - Es gibt nur eine Liebe - Fräulein Frau - ...heute abend bei mir - Pechmarie - Herz ist Trumpf - Pygmalion, de Erich Engel (1935) - Mädchenjahre einer Königin - Allotria de Willi Forst (1936) - Die Nacht mit dem Kaiser - Gefährliches Spiel - Die kleine und die große Liebe - Ein hoffnungsloser Fall - L'ultima avventura - La signorina professoressa - Der Trichter Nr. 12 - Non mi sposo più, de Erich Engel y Giuseppe Amato (1942) - Viel Lärm um Nixi, de Erich Engel (1942) - Die Gattin (1949) - Träum' nicht, Annette, de Eberhard Klagemann y Helmut Weiss - Königskinder, de Helmut Käutner (1950) |